# Рохо, Маркос
Фаусти́но Ма́ркос Альбе́рто Ро́хо (исп. Faustino Marcos Alberto Rojo; 20 марта 1990, Ла-Плата) — аргентинский футболист, защитник клуба «Расинг» и сборной Аргентины. Играет на позициях центрального и левого защитника. Серебряный призёр чемпионата мира 2014 года.

## Карьера

### «Эстудиантес»
Маркос Рохо — воспитанник клуба «Эстудиантес», в котором выступал за все юношеские команды. С 2008 года он стал выступать за основной состав «Эстудиантеса», дебютировав 7 декабря в игре с «Колоном», где провёл на поле 10 минут. 5 июля 2009 года Рохо забил свой первый мяч в профессиональной карьере, поразив ворота «Ривер Плейта» и принеся победу своей команде со счётом 2:1. В том же году футболист выиграл с клубом Кубок Либертадорес. В том же сезоне футболист участвовал в Клубном чемпионате мира, где «Эстудиантес» дошёл до финала, проиграв «Барселоне». С весны 2009 года футболист стал игроком основы «Эстудиантеса» и лидером команды. В 2010 году Рохо из-за травм в клубе, перестроившегося со схемы 4-4-2 на 3-5-1-1, был переведён с центра защиты на левый фланг обороны, где к середине сезона занял твёрдое место в стартовом составе команды. 25 августа 2010 года Рохо забил первый мяч за клуб в континентальном турнире, поразив ворота «ЛДУ Кито» в Рекопе Южной Америки, однако его клуб проиграл 1:2. 25 сентября Рохо впервые отличился в чемпионате Аргентины 2010 года, забив гол на 88-й минуте игры с «Бока Хуниорс» и принеся победу своей команде со счётом 1:0. В 2010 году Рохо в составе «Эстудиантеса» выиграл Апертуру чемпионата Аргентины, в розыгрыше которой провёл 19 игр и забил 2 гола. Сам аргентинец был признан лучшим левым защитником сезона по версии Canchallena.com. После матча, в котором он стал чемпионом, аргентинец сказал:

Я буду скучать по «Эстудиантесу», так как провёл в этом клубе 10 лет. Я получил большое удовольствие в воскресном матче за мою команду, ведь мы стали чемпионами страны. Но одновременно мне было немного грустно, поскольку я понимал, что это прощальный матч в составе «Эстудиантеса».

### «Спартак»
3 ноября 2010 года Рохо достиг договорённости о том, что в случае успешного медицинского обследования станет игроком московского «Спартака» за 3 или 4 млн долларов. Также на футболиста претендовал другой российский клуб — ЦСКА, а кроме того, «Палермо», «ПСВ Эйндховен», «Бенфика» и «Валенсия». По словам спортивного директора «красно-белых» Дмитрия Попова, «приход Рохо означает только то, что сейчас у нас три центральных защитника, а со следующего сезона будет четыре, причём, один из них — молодой и перспективный футболист из Аргентины. По-моему, это очень даже неплохой вариант. Рохо — левый центральный защитник, и „Спартаку“ он нужен именно в этом качестве». Одновременно со «Спартаком» Маркосом заинтересовался «Наполи», предложивший 4 млн евро за переход футболиста. 17 декабря Рохо заключил 5-летний контракт со «Спартаком».
18 января 2011 года Маркос дебютировал в составе клуба в товарищеской игре с кишинёвской «Дачией». 18 февраля Рохо дебютировал в официальной игре за «Спартак» в матче Лиги Европы против швейцарского «Базеля»; в этой игре «красно-белые» победили со счётом 3:2. С первых матчей Маркос стал основным игроком центра обороны «красно-белых», выступая попеременно с Мареком Сухи и Александром Шешуковым. 20 апреля Маркос забил первый гол за «Спартак», поразив ворота «Краснодара» в Кубке России. В середине весны — начале лета Рохо не выступал за «Спартак» из-за респираторной вирусной инфекции, а затем из-за травм икроножной мышцы и приводящей мышцы бедра. В июле Маркос был оштрафован клубом на 50 % месячной зарплаты, за то, что вместе с партнёром по команде, Николасом Парехой возвратился в клуб после участия в Кубке Америки позже положенного срока. Сами футболисты сказали, что в аэропорту не было билетов в Россию, однако позже полностью осознали свою вину. 7 августа, впервые за долгое время, Рохо вышел на место центрального защитника в стартовом составе команды в матче с «Тереком» и сыграл неудачно: в частности он позволил обыграть себя Шамилю Асильдарову, после чего был забит первый мяч, а затем на нём был заработан пенальти. На следующую игру Маркос был переведён в дублирующий состав «Спартака». За оставшуюся часть сезона Рохо провёл лишь несколько матчей; в ноябре он получил травму голеностопа и выбыл из строя на месяц.
В ноябре Рохо заинтересовалась «Бенфика». Летом 2012 года португальский клуб вновь начал переговоры с игроком.

### «Спортинг»
20 июля 2012 года официальный сайт «Спартака» сообщил, что Рохо продолжит свою карьеру в лиссабонском «Спортинге». Контракт был подписан до 2016 года. За 25 % прав на контракт аргентинца «Спортинг» заплатил 1 млн евро. 28 апреля 2013 года Маркос забил свой первый гол в составе «львов», поразив ворота «Насьонала» в рамках Лиги Сагриш и принеся победу клубу со счетом 2:1. В сезоне 2012/13 являлся основным левым защитником «Спортинга», проведя 24 матча в рамках Лиги Сагриш. Всего за один сезон он смог стать одним из самых перспективных игроков Европы и вошел в сферу интересов таких команд как «Барселона», «Милан», «Ливерпуль» и «ПСЖ». Сезон 2013/14 Маркос вновь провёл в «Спортинге», наколотив 4 гола в 25 матчах.

### «Манчестер Юнайтед»
19 августа 2014 года было объявлено о заключении соглашения между «Спортингом» и «Манчестер Юнайтед» о трансфере защитника в английский клуб. Переход будет завершён после прохождения аргентинцем медицинского обследования и согласования условий личного контракта. 20 августа трансфер был завершён: Рохо подписал с английским клубом пятилетний контракт, а сумма трансфера составила 16 млн фунтов, € 4 млн из этой суммы получил «Спартак». Наставник «дьяволов» Луи ван Гал назвал Рохо одаренным защитником со светлым будущим, а сам аргентинец был доволен переездом на «Олд Траффорд», назвав это исполнением детской мечты. Однако несмотря на множество выписанных авансов аргентинец ужасно стартовал в «МЮ». Во время летнего отдыха в Аргентине он был арестован по делу четырёхлетней давности, когда во время празднования своего перехода в московский «Спартак» разбил бутылку об голову своего соседа Хуана Пабло Гомеса. Из-за этого Маркос до начала сентября не мог получить рабочую визу и дебютировать в составе «МЮ». Наконец 14 сентября аргентинец сыграл свой первый матч в составе «красных дьяволов», выйдя с первых минут поединка против «Куинз Парк Рейнджерс» (4:0). В течение следующих двух месяцев Рохо получил две серьёзные травмы, а всего провёл в том сезоне 22 матча. Сам игрок назвал дебютный отрезок карьеры в английской команде провальным.
Летом 2015 года у Рохо начались проблемы с «красными дьяволами». Он был оштрафован на 200 000 евро из-за того что забыл продлить свой паспорт и не смог вовремя отправиться с командой по турне в США. На старте сезона 2015/16 Маркос оказался в резервной команде и чуть было не стал частью сделки по переходу Антони Марсьяля из «Монако». В сезоне 2015/16 его продолжили преследовать травмы. В самой команде дела шли неладно и наставник «дьяволов» Луи ван Гал постоянно проводил ротацию состава. Порой даже здоровый Рохо не попадал в стартовый состав, в связи с чем начали ходить слухи об его уходе.
4 марта 2017 года в матче Премьер-лиги с «Борнмутом» забил свой первый гол за манкунианцев.
16 марта 2018 года Рохо продлил контракт с «Манчестер Юнайтед» до 2021 года.

### «Бока Хуниорс»
2 февраля 2021 года перешёл в аргентинский клуб «Бока Хуниорс».

## Международная карьера
В январе 2011 года Рохо был вызван в состав сборной Аргентины на товарищеский матч с Португалией. 9 февраля футболист дебютировал в этом матче, в котором его команда победила 2:1; при этом футболист действовал персонально против Нани и справился со своей задачей.
В мае 2011 года Маркос, вместе с партнёром по команде, Николасом Парехой, был приглашён для участия в составе сборной на Кубке Америки. На турнире футболист дебютировал в первом матче, в котором аргентинцы сыграли вничью с боливийцами 1:1; сам защитник провёл на поле все 90 минут, а также поучаствовал в забитом голе, сделав навес с фланга на Николаса Бурдиссо, который сбросил мяч Агуэро, после чего тот поразил ворота. Однако этот матч стал единственным для защитника на турнире, где аргентинцы дошли лишь до стадии четвертьфинала.
Также в составе сборной Маркос стал серебряным призёром чемпионата мира 2014, Кубка Америки 2015 и Кубка Америки 2016.
Был включён в заявку сборной Аргентины на чемпионат мира 2018 года в России. 26 июня 2018 года забил победный гол в матче против сборной Нигерии, благодаря которому аргентинцы вышли в плей-офф.

## Личная жизнь
Рохо женат на португальской модели Эужении Лусардо (порт. Eugenia Lusardo), у пары есть дочь, Морена.
На теле Маркоса расположено большое количество татуировок, в том числе такие слова как «гордость» и «слава», написанные на английском языке.

### Скандалы
Был задержан за участие в массовой драке 20 июля 2021 года.

## Статистика

### Клубная статистика
| Клуб              | Сезон            | Лига | Лига | Кубок страны | Кубок страны | Кубок лиги | Кубок лиги | Контиент. турниры | Контиент. турниры | Прочие | Прочие | Итого | Итого |
| Клуб              | Сезон            | Игры | Голы | Игры         | Голы         | Игры       | Голы       | Игры              | Голы              | Игры   | Голы   | Игры  | Голы  |
| ----------------- | ---------------- | ---- | ---- | ------------ | ------------ | ---------- | ---------- | ----------------- | ----------------- | ------ | ------ | ----- | ----- |
| Эстудиантес       | 2008/09          | 6    | 1    | 0            | 0            | —          | —          | 1                 | 0                 | —      | —      | 7     | 1     |
| Эстудиантес       | 2009/10          | 18   | 0    | 0            | 0            | —          | —          | 6                 | 0                 | 1      | 0      | 25    | 0     |
| Эстудиантес       | 2010/11          | 19   | 2    | 0            | 0            | —          | —          | 0                 | 0                 | 2      | 1      | 21    | 3     |
| Эстудиантес       | Итого            | 43   | 3    | 0            | 0            | —          | —          | 7                 | 0                 | 3      | 1      | 53    | 4     |
| Спартак           | 2010             | 0    | 0    | 2            | 1            | —          | —          | 5                 | 0                 | —      | —      | 7     | 1     |
| Спартак           | 2011/12          | 8    | 0    | 1            | 0            | —          | —          | 1                 | 0                 | —      | —      | 10    | 0     |
| Спартак           | Итого            | 8    | 0    | 3            | 1            | —          | —          | 6                 | 0                 | —      | —      | 17    | 1     |
| Спортинг          | 2012/13          | 24   | 1    | 0            | 0            | 2          | 0          | 7                 | 0                 | —      | —      | 33    | 1     |
| Спортинг          | 2013/14          | 25   | 4    | 1            | 0            | 2          | 1          | —                 | —                 | —      | —      | 28    | 5     |
| Спортинг          | Итого            | 49   | 5    | 1            | 0            | 4          | 1          | 7                 | 0                 | —      | —      | 61    | 6     |
| Манчестер Юнайтед | 2014/15          | 22   | 0    | 4            | 1            | 0          | 0          | —                 | —                 | —      | —      | 26    | 1     |
| Манчестер Юнайтед | 2015/16          | 16   | 0    | 4            | 0            | 1          | 0          | 7                 | 0                 | —      | —      | 28    | 0     |
| Манчестер Юнайтед | 2016/17          | 21   | 1    | 4            | 0            | 5          | 0          | 10                | 0                 | 1      | 0      | 41    | 1     |
| Манчестер Юнайтед | 2017/18          | 9    | 0    | 1            | 0            | 1          | 0          | 1                 | 0                 | 0      | 0      | 12    | 0     |
| Манчестер Юнайтед | 2018/19          | 5    | 0    | 0            | 0            | 0          | 0          | 1                 | 0                 | 0      | 0      | 6     | 0     |
| Манчестер Юнайтед | 2019/20          | 3    | 0    | 0            | 0            | 2          | 0          | 4                 | 0                 | 0      | 0      | 9     | 0     |
| Манчестер Юнайтед | Итого            | 76   | 1    | 13           | 1            | 9          | 0          | 23                | 0                 | 1      | 0      | 122   | 2     |
| Эстудиантес       | 2019/20          | 1    | 0    | 0            | 0            | 0          | 0          | 0                 | 0                 | 0      | 0      | 1     | 0     |
| Эстудиантес       | Итого            | 1    | 0    | 0            | 0            | 0          | 0          | 0                 | 0                 | 0      | 0      | 1     | 0     |
| Всего за карьеру  | Всего за карьеру | 177  | 9    | 17           | 2            | 13         | 1          | 43                | 0                 | 4      | 1      | 254   | 13    |

### Матчи за сборную
| Матчи и голы Маркоса Рохо за сборную Аргентины | Матчи и голы Маркоса Рохо за сборную Аргентины | Матчи и голы Маркоса Рохо за сборную Аргентины | Матчи и голы Маркоса Рохо за сборную Аргентины | Матчи и голы Маркоса Рохо за сборную Аргентины | Матчи и голы Маркоса Рохо за сборную Аргентины | Матчи и голы Маркоса Рохо за сборную Аргентины |
| №                                              | Дата                                           | Соперник                                       | Счёт                                           | Голы                                           | Соревнование                                   |                                                |
| ---------------------------------------------- | ---------------------------------------------- | ---------------------------------------------- | ---------------------------------------------- | ---------------------------------------------- | ---------------------------------------------- | ---------------------------------------------- |
| 1                                              | 9 февраля 2011                                 | Португалия                                     | 2:1                                            | -                                              | Товарищеский матч                              |                                                |
| 2                                              | 27 марта 2011                                  | США                                            | 1:1                                            | -                                              | Товарищеский матч                              |                                                |
| 3                                              | 30 марта 2011                                  | Коста-Рика                                     | 0:0                                            | -                                              | Товарищеский матч                              |                                                |
| 4                                              | 21 июня 2011                                   | Албания                                        | 4:0                                            | -                                              | Товарищеский матч                              |                                                |
| 5                                              | 1 июля 2011                                    | Боливия                                        | 1:1                                            | -                                              | Кубок Америки 2011. Групповой этап             |                                                |
| 6                                              | 2 сентября 2011                                | Венесуэла                                      | 1:0                                            | -                                              | Товарищеский матч                              |                                                |
| 7                                              | 6 сентября 2011                                | Нигерия                                        | 3:1                                            | -                                              | Товарищеский матч                              |                                                |
| 8                                              | 8 октября 2011                                 | Чили                                           | 4:1                                            | -                                              | ЧМ-2014. Квалификация                          |                                                |
| 9                                              | 12 октября 2011                                | Венесуэла                                      | 0:1                                            | -                                              | ЧМ-2014. Квалификация                          |                                                |
| 10                                             | 15 августа 2012                                | Германия                                       | 3:1                                            | -                                              | Товарищеский матч                              |                                                |
| 11                                             | 7 сентября 2012                                | Парагвай                                       | 3:1                                            | -                                              | ЧМ-2014. Квалификация                          |                                                |
| 12                                             | 11 сентября 2012                               | Перу                                           | 1:1                                            | -                                              | ЧМ-2014. Квалификация                          |                                                |
| 13                                             | 12 октября 2012                                | Уругвай                                        | 3:0                                            | -                                              | ЧМ-2014. Квалификация                          |                                                |
| 14                                             | 14 ноября 2012                                 | Саудовская Аравия                              | 0:0                                            | -                                              | Товарищеский матч                              |                                                |
| 15                                             | 22 марта 2013                                  | Венесуэла                                      | 3:0                                            | -                                              | ЧМ-2014. Квалификация                          |                                                |
| 16                                             | 7 июня 2013                                    | Колумбия                                       | 0:0                                            | -                                              | ЧМ-2014. Квалификация                          |                                                |
| 17                                             | 11 июня 2013                                   | Эквадор                                        | 1:1                                            | -                                              | ЧМ-2014. Квалификация                          |                                                |
| 18                                             | 11 октября 2013                                | Перу                                           | 3:1                                            | -                                              | ЧМ-2014. Квалификация                          |                                                |
| 19                                             | 18 ноября 2013                                 | Босния и Герцеговина                           | 2:0                                            | -                                              | Товарищеский матч                              |                                                |
| 20                                             | 5 марта 2014                                   | Румыния                                        | 0:0                                            | -                                              | Товарищеский матч                              |                                                |
| 21                                             | 4 июня 2014                                    | Тринидад и Тобаго                              | 3:0                                            | -                                              | Товарищеский матч                              |                                                |
| 22                                             | 7 июня 2014                                    | Словения                                       | 2:0                                            | -                                              | Товарищеский матч                              |                                                |
| 23                                             | 15 июня 2014                                   | Босния и Герцеговина                           | 2:1                                            | -                                              | ЧМ-2014. Групповой этап                        |                                                |
| 24                                             | 21 июня 2014                                   | Иран                                           | 1:0                                            | -                                              | ЧМ-2014. Групповой этап                        |                                                |
| 25                                             | 25 июня 2014                                   | Нигерия                                        | 3:2                                            | 1                                              | ЧМ-2014. Групповой этап                        |                                                |
| 26                                             | 1 июля 2014                                    | Швейцария                                      | 0:0                                            | -                                              | ЧМ-2014. Плей-офф                              |                                                |
| 27                                             | 9 июля 2014                                    | Нидерланды                                     | 0:0 (пен. 4:2)                                 | -                                              | ЧМ-2014. Плей-офф                              |                                                |
| 28                                             | 13 июля 2014                                   | Германия                                       | 0:1                                            | -                                              | ЧМ-2014. Финал                                 |                                                |
| 29                                             | 3 сентября 2014                                | Германия                                       | 4:2                                            | -                                              | Товарищеский матч                              |                                                |
| 30                                             | 11 октября 2014                                | Бразилия                                       | 0:2                                            | -                                              | Товарищеский матч                              |                                                |
| 31                                             | 31 марта 2015                                  | Эквадор                                        | 2:1                                            | -                                              | Товарищеский матч                              |                                                |
| 32                                             | 6 июня 2015                                    | Боливия                                        | 5:0                                            | -                                              | Товарищеский матч                              |                                                |
| 33                                             | 13 июня 2015                                   | Парагвай                                       | 2:2                                            | -                                              | Кубок Америки 2015. Групповой этап             |                                                |
| 34                                             | 16 июня 2015                                   | Уругвай                                        | 1:0                                            | -                                              | Кубок Америки 2015. Групповой этап             |                                                |
| 35                                             | 20 июня 2015                                   | Ямайка                                         | 1:0                                            | -                                              | Кубок Америки 2015. Групповой этап             |                                                |
| 36                                             | 26 июня 2015                                   | Колумбия                                       | 0:0 (пен. 5:4)                                 | -                                              | Кубок Америки 2015. Плей-офф                   |                                                |
| 37                                             | 30 июня 2015                                   | Парагвай                                       | 6:1                                            | 1                                              | Кубок Америки 2015. Плей-офф                   |                                                |
| 38                                             | 4 июля 2015                                    | Чили                                           | 0:0(пен. 1:4)                                  | -                                              | Кубок Америки 2015. Финал                      |                                                |
| 39                                             | 8 сентября 2015                                | Мексика                                        | 2:2                                            | -                                              | Товарищеский матч                              |                                                |
| 40                                             | 13 ноября 2015                                 | Бразилия                                       | 1:1                                            | -                                              | ЧМ-2018. Квалификация                          |                                                |
| 41                                             | 17 ноября 2015                                 | Колумбия                                       | 1:0                                            | -                                              | ЧМ-2018. Квалификация                          |                                                |
| 42                                             | 24 марта 2016                                  | Чили                                           | 2:1                                            | -                                              | ЧМ-2018. Квалификация                          |                                                |
| 43                                             | 29 марта 2016                                  | Боливия                                        | 2:0                                            | -                                              | ЧМ-2018. Квалификация                          |                                                |
| 44                                             | 27 мая 2016                                    | Гондурас                                       | 1:0                                            | -                                              | Товарищеский матч                              |                                                |
| 45                                             | 6 июня 2016                                    | Чили                                           | 2:1                                            | -                                              | Кубок Америки 2016. Групповой этап             |                                                |
| 46                                             | 10 июня 2016                                   | Панама                                         | 5:0                                            | -                                              | Кубок Америки 2016. Групповой этап             |                                                |
| 47                                             | 18 июня 2016                                   | Венесуэла                                      | 4:1                                            | -                                              | Кубок Америки 2016. Плей-офф                   |                                                |
| 48                                             | 21 июня 2016                                   | США                                            | 4:0                                            | -                                              | Кубок Америки 2016. Плей-офф                   |                                                |
| 49                                             | 26 июня 2016                                   | Чили                                           | 0:0 (пен. 2:4)                                 | -                                              | Кубок Америки 2016. Финал                      |                                                |
| 50                                             | 6 сентября 2016                                | Венесуэла                                      | 2:2                                            | -                                              | ЧМ-2018. Квалификация                          |                                                |
| 51                                             | 6 октября 2016                                 | Перу                                           | 2:2                                            | -                                              | ЧМ-2018. Квалификация                          |                                                |
| 52                                             | 11 октября 2016                                | Парагвай                                       | 0:1                                            | -                                              | ЧМ-2018. Квалификация                          |                                                |
| 53                                             | 23 марта 2017                                  | Чили                                           | 1:0                                            | -                                              | ЧМ-2018. Квалификация                          |                                                |
| 54                                             | 28 марта 2017                                  | Боливия                                        | 0:3                                            | -                                              | ЧМ-2018. Квалификация                          |                                                |
| 55                                             | 27 марта 2018                                  | Испания                                        | 1:6                                            | -                                              | Товарищеский матч                              |                                                |
| 56                                             | 29 мая 2018                                    | Гаити                                          | 4:0                                            | -                                              | Товарищеский матч                              |                                                |
| 57                                             | 16 июня 2018                                   | Исландия                                       | 1:1                                            | -                                              | ЧМ-2018. Групповой этап                        |                                                |
| 58                                             | 26 июня 2018                                   | Нигерия                                        | 2:1                                            | 1                                              | ЧМ-2018. Групповой этап                        |                                                |

Итого: 58 матчей / 3 гола; 36 побед, 14 ничьих, 8 поражений

## Достижения

### Командные
Эстудиантес
- Чемпион Аргентины: 2010 (Апертура)
- Обладатель Кубка Либертадорес: 2009

Бока Хуниорс
- Чемпион Аргентины: 2022

Манчестер Юнайтед
- Обладатель Кубка Англии: 2016
- Обладатель Кубка Футбольной лиги: 2017
- Обладатель Суперкубка Англии: 2016
- Победитель Лиги Европы УЕФА: 2017

### Личные
- Лучший защитник чемпионата Аргентины по версии Canchallena.com: 2010 (Апертура)